# Липовское муниципальное образование (Базарно-Карабулакский район)
Липовское сельское поселение — муниципальное образование в Базарно-Карабулакском районе Саратовской области России.
Административный центр — село Липовка.

## История
Создано в 2005 году.  В 2018 году в его состав были включены все населённые пункты упразднённого Тепляковского сельского поселения.

## Население
| 2010  | 2011  | 2012  | 2013  | 2014  | 2015  | 2016  |
| ----- | ----- | ----- | ----- | ----- | ----- | ----- |
| 1473  | ↘1466 | ↘1422 | ↘1395 | ↘1376 | ↘1331 | ↘1322 |
| 2017  | 2018  | 2019  | 2020  | 2021  |       |       |
| ↘1293 | ↘1244 | ↗2065 | ↗2072 | ↘2006 |       |       |

## Населённые пункты
В состав сельского поселения входят 9 населённых пунктов:
| № | Населённый пункт | Тип  | Население |
| - | ---------------- | ---- | --------- |
| 1 | Арбузовка        | село | 81        |
| 2 | Белый Ключ       | село | 63        |
| 3 | Березовка        | село | ↘439      |
| 4 | Большая Гусиха   | село | ↘365      |
| 5 | Липовка          | село | ↘979      |
| 6 | Малая Гусиха     | село | 66        |
| 7 | Малые Озерки     | село | ↘89       |
| 8 | Тепляковка       | село | ↘514      |
| 9 | Толстовка        | село | 72        |